# Nordkalk
Nordkalk – producent wyrobów na bazie kamienia wapiennego w Europie Północnej. Firma działa w 30 lokalizacjach w 8 krajach. Siedziba korporacji znajduje się w Finlandii.

## Nordkalk w Polsce
W Polsce Nordkalk rozpoczął działalność w 1997 roku. Obecnie produkcja odbywa się w 4 Zakładach:
- Miedzianka
- Wolica
- Sławno
- Szczecin

Siedziba Nordkalk Sp. z o.o. znajduje się w Krakowie.

## Produkty
Asortyment wyrobów Nordkalk obejmuje:
- kamień wapienny
- kruszywa
- mączki wapienne i dolomitowe
- sorbenty wapienne
- nawozy wapniowe i wapniowo – magnezowe
- kredę pastewną

Produkty na bazie kamienia wapiennego wykorzystywane są w drogownictwie, budownictwie, hutnictwie, cukrownictwie, szklarstwie, a także rolnictwie i przemyśle energetycznym.